# 2022年世界水泳選手権アンティグア・バーブーダ選手団
2022年世界水泳選手権アンティグア・バーブーダ選手団は、2022年6月18日から7月3日までハンガリーのブダペストで開催された第19回世界水泳選手権のアンティグア・バーブーダ選手団、およびその競技結果。

## 選手団
- 人員: 選手 4人

## 選手名簿・結果
| 選手                   | 種目           | 予選      | 予選 | 準決勝   | 準決勝   | 決勝     | 決勝     |
| 選手                   | 種目           | 結果      | 順位 | 結果     | 順位     | 結果     | 順位     |
| ---------------------- | -------------- | --------- | ---- | -------- | -------- | -------- | -------- |
| ノア・マスコル＝ゴメス | 男子200m自由形 | 1分53秒30 | 48位 | 予選敗退 | 予選敗退 | 予選敗退 | 予選敗退 |
| ノア・マスコル＝ゴメス | 男子400m自由形 | 4分02秒93 | 37位 | -        | -        | 予選敗退 | 予選敗退 |
| ステファノ・ミッチェル | 男子50m自由形  | 23秒52    | 57位 | 予選敗退 | 予選敗退 | 予選敗退 | 予選敗退 |
| ステファノ・ミッチェル | 男子100m自由形 | 52秒02    | 64位 | 予選敗退 | 予選敗退 | 予選敗退 | 予選敗退 |
| オリヴィア・フラー     | 女子50m自由形  | 27秒81    | 49位 | 予選敗退 | 予選敗退 | 予選敗退 | 予選敗退 |
| オリヴィア・フラー     | 女子100m自由形 | 1分00秒42 | 39位 | 予選敗退 | 予選敗退 | 予選敗退 | 予選敗退 |
| ビアンカ・ミッチェル   | 女子200m自由形 | 2分13秒84 | 34位 | 予選敗退 | 予選敗退 | 予選敗退 | 予選敗退 |
| ビアンカ・ミッチェル   | 女子400m自由形 | 4分45秒89 | 31位 | -        | -        | 予選敗退 | 予選敗退 |